# IJsseldelta (regio)
De IJsseldelta is een regio in het westen van de Nederlandse provincie Overijssel die het Nationaal Landschap IJsseldelta en de steden Zwolle, Kampen en Hasselt omvat. In 2008 kreeg het gebied in navolging van het Nationaal Landschap IJsseldelta haar naam. De IJsseldelta kenmerkt zich door haar mogelijkheden op het gebied van waterrecreatie, Hanzesteden en polderlandschap (waaronder de polder Mastenbroek, een van de oudste polders van Nederland). Naast de genoemde steden bevinden ook de kernen Zwartsluis, Genemuiden, IJsselmuiden en Zalk zich in de IJsseldelta.